# Новожилов, Геннадий Дмитриевич
Геннадий Дмитриевич Новожилов (1936—2007) — советский и российский художник-график, художник-мультипликатор, писатель, журналист.

## Биография
Родился в 1936 году в Москве. Учился в Московской Художественной средней школе (1949—1953), затем поступил на курсы художников-мультипликаторов при студии «Союзмультфильм», где учился вместе с такими художниками как Юрий Норштейн, Франческа Ярбусова и Валентин Караваев. Завершая обучение стажировался в группе сестёр Брумберг (Зинаида Брумберг, Валентина Брумберг) у режиссёра-мультипликатора Григория Козлова. С 1953 года работал мультипликатором рисованных фильмов на студии «Союзмультфильм», затем в 1959—1961 годах — мультипликатором и художником на студии «Грузия-фильм».
После 1961 года работал в мультипликации эпизодически. Известность обрёл в качестве иллюстратора литературных произведений. Как художник, работая по договорам, проиллюстрировал около 250 книг, в том числе произведения Пушкина, Гоголя, Толстого, Тургенева, братьев Стругацких (Отель «У Погибшего Альпиниста»). Он стал первым иллюстратором романа Михаила Булгакова «Мастер и Маргарита», а также первым советским иллюстратором романа Владимира Войновича «Жизнь и необычайные приключения солдата Ивана Чонкина». Также работал с редакциями журналов «Смена», «Юность», «Огонёк», «Искатель» и многими другими.
Выступал как писатель-прозаик. Автор более 30 публикаций в журналах «Новый мир», «Огонёк», «Советский экран» и других. Художник-постановщик ряда игровых фильмов.
Являлся членом Союза журналистов Москвы, член Московского объединенного комитета художников-графиков.
В 2007 году удостоен премии Союза Журналистов Москвы за серию портретов для исторической рубрики «Издалека» в журнале «Смена» и за иллюстрирование книг известных российских писателей, став первым художником, получившим эту премию.
Скончался 13 октября 2007 года. Похоронен на Донском кладбище.
Был женат на художнице Аиде Петровне Новожиловой (1936—2020). Дочь — Довгалева Наталия Геннадьевна.
В 2008 году прошла первая персональная ретроспективная выставка художника.

## Фильмография[9]

### Режиссёр
- 1963 — Гром и молния (Фитиль № 17) (мультипликационный) — совместно с А. Бабановским

### Сценарист
- 2006 — Мена — автор сценария

### Художник-постановщик
- 1959 — После гудка — совместно с Л. Поповым
- 1963 — Гром и молния (Фитиль № 17) (мультипликационный) — совместно с А. Бабановским
- 1974 — Похождения Чичикова — в ф. «Манилов», «Ноздрёв»
- 1982 — Случай в квадрате 36-80 — совместно с Г. Кошелевым
- 2003 — О рыбаке и рыбке
- 2005 — Девочка и крот

### Художник
- 1961 — Цуна и Цруцуна

### Художник-мультипликатор
- 1955 — Заколдованный мальчик
- 1955 — Остров ошибок (реж. Зинаида Брумберг, Валентина Брумберг)
- 1955 — Стёпа-моряк
- 1956 — Миллион в мешке (реж. Дмитрий Бабиченко)
- 1956 — Старые знакомые
- 1956 — Шакалёнок и верблюд
- 1957 — В некотором царстве (реж. Иван Иванов-Вано)
- 1957 — Верлиока
- 1957 — Наше солнце
- 1957 — Опять двойка
- 1957 — Привет друзьям! (реж. Мстислав Пащенко, Дмитрий Бабиченко, Борис Дёжкин)
- 1957 — Снежная королева (реж. Лев Атаманов)
- 1958 — Золотые колосья
- 1958 — Первая скрипка (реж. Дмитрий Бабиченко)
- 1959 — Новогоднее путешествие
- 1959 — После гудка (реж. Вахтанг Бахтадзе)
- 1960 — Тигр и осёл (реж. Отар Андроникашвили)
- 1961 — Цуна и Цруцуна[10]

## Награды и премии
- Почётная грамота ЦК ВЛКСМ (1964) — за многолетнюю активную работу и в связи с 40-летием выхода в свет первого номера журнала «Смена»[11].
- Серебряная медаль ВДНХ СССР[11].
- Диплом журнала «Смена» — за иллюстрации к рассказам и очеркам[11].
- Диплом журнала «Огонёк» — за иллюстрации к произведениям прозы[11].
- Диплом и премия Б. Полевого от Союза писателей СССР и журнала «Юность» (1989)[11].
- Диплом Союза журналистов Москвы художнику печати, ветерану журналистики (2006) — за многолетнюю плодотворную работу в СМИ и в связи с 70-летним юбилеем[11].
- Почётная грамота издательства «Молодая гвардия» (2006) — за многолетнее плодотворное сотрудничество и большой творческий вклад[11].
- Премия Союза журналистов Москвы (2007).